# Área de Conservação da Paisagem de Varesemägede
A Área de Conservação da Paisagem de Varesemägede é um parque natural situado no condado de Viljandi, na Estónia.
A sua área é de 24 hectares.
A área protegida foi designada em 1964 para proteger os eskeres de Varesemäed e os seus arredores. Em 2009, a unidade de conservação foi reformulada como área de preservação paisagística.